# Liste des présidents actuels des régions péruviennes
 (août 2023).
Cette page dresse la liste des dirigeants des 26 divisions administratives péruviennes (25 présidents de région et le maire de Lima, qui administre la province de Lima en tant que président de la municipalité métropolitaine de Lima).

## Présidents des régions et maire de Lima
| Région           | Nom                          | Depuis (le)      |
| ---------------- | ---------------------------- | ---------------- |
| Amazone          | Gilmer Horna                 | 1er janvier 2015 |
| Ancash           | Luis Gamarra (intérim)       | 19 avril 2017    |
| Apurímac         | Wilber Venegas               | 1er janvier 2015 |
| Arequipa         | Yamila Osorio                | 1er janvier 2015 |
| Ayacucho         | Wilfredo Oscorima            | 1er janvier 2011 |
| Cajamarca        | Gregorio Santos Guerrero     | 1er janvier 2011 |
| Callao           | Félix Moreno                 | 1er janvier 2011 |
| Cuzco            | Edwin Licona Licona          | 1er janvier 2015 |
| Huancavelica     | Glodoaldo Álvarez Oré        | 1er janvier 2015 |
| Huánuco          | Rubén Alva Ochoa             | 1er janvier 2015 |
| Ica              | Fernando Cilloniz            | 1er janvier 2015 |
| Junín            | Ángel Unchupaico             | 1er janvier 2015 |
| La Libertad      | César Acuña Peralta          | 1er janvier 2015 |
| Lambayeque       | Humberto Acuña Peralta       | 1er janvier 2015 |
| Lima             | Nelson Chui Mejía            | 1er janvier 2015 |
| Province de Lima | Luis Castañeda Lossio        | 1er janvier 2015 |
| Loreto           | Fernando Meléndez Celis      | 1er janvier 2015 |
| Madre de Dios    | Luis Otsuka                  | 1er janvier 2015 |
| Moquegua         | Jaime Rodríguez              | 1er janvier 2015 |
| Pasco            | Kléver Meléndez Gamarra      | 1er janvier 2011 |
| Piura            | Reynaldo Hilbck              | 1er janvier 2015 |
| Puno             | Juan Luque Mamani            | 1er janvier 2015 |
| San Martín       | Víctor Noriega Reátegui      | 1er janvier 2015 |
| Tacna            | Omar Jiménez                 | 1er janvier 2015 |
| Tumbes           | Ricardo Isidro Flores Dioses | 1er janvier 2015 |
| Ucayali          | Manuel Gambini Rupay         | 1er janvier 2015 |

## Note(s)
1. ↑  Précédemment du 1er janvier 2007 à juin 2010.
2. ↑  Précédemment du 1er janvier 2003 au 11 octobre 2010.
3. ↑  Précédemment du 1er janvier 2007 au 31 décembre 2010.

## Lien(s) externe(s)
- (en) Worldstatesmen.org
- (es) Prises de fonctions en janvier 2011
- (es) Prises de fonctions en janvier 2015